# Благодатне (Роздільнянський район)
Благодатне (до 2016 року — Кірове, хутір Кірова) — село в Україні, у Роздільнянській міській громаді Роздільнянського району Одеської області. Населення становить 308 осіб. Належить до Калантаївського старостинського округу. Відстань до районного центру та центру громади шосейним шляхом — 25 км, залізницею — 22 км.

## Історія
Станом на 1 вересня 1946 року хутір Кірова входив до складу Ново-Дмитрівської сільської ради.
12 вересня 1967 року до складу Кірова увійшло колишнє селище Новий Побут (утворене 16.05.1964).
12 травня 2016 року у рамках декомунізації перейменоване з с. Кірове на с. Благодатне.
До 18 жовтня 2019 року село було центром Кіровської сільської ради.
У рамках декомунізації у селі була перейменована вулиця Сергія Лазо, нова назва – Лазурна; Щорса – Вишнева; провулок Крупської – Привокзальний.
У результаті адміністративно-територіальної реформи село ввійшло до складу Роздільнянської міської територіальної громади та після місцевих виборів у жовтні 2020 року було підпорядковане Роздільнянській міській раді. До того село входило до складу ліквідованої Калантаївської сільради.

## Населення
Згідно з переписом УРСР 1989 року чисельність наявного населення села становила 593 особи, з яких 277 чоловіків та 316 жінок.
За переписом населення України 2001 року в селі мешкали 572 особи.

### Мова
Розподіл населення за рідною мовою за даними перепису 2001 року:
| Мова       | Відсоток |
| ---------- | -------- |
| українська | 89,39 %  |
| російська  | 8,52 %   |
| молдовська | 1,57 %   |
| білоруська | 0,17 %   |
| болгарська | 0,17 %   |